# Bahnmax
BAHNmax – Das BahnReiseMagazin ist eine kostenlose Werbe-Zeitschrift, die sich vornehmlich an die Kunden der Österreichischen Bundesbahnen richtet. Herausgeber und Medieninhaber des Magazins ist die Werbeagentur VOPAG Kundenbindungssysteme GmbH mit dem Sitz in Klagenfurt.
Das Magazin behandelt das Thema Mobilität, Urlaub und Freizeit aus der Sicht von Bahnreisenden. Neben diesen Themen bilden Veranstaltungen und jahreszeitliche Sonderthemen einen Schwerpunkt.
Es erscheint in einer Auflage von 50.000 Stück viermal jährlich, wobei jeweils 5.000 Stück teilweise in den Sprachen der benachbarten EU-Länder Italien, Slowakei, Slowenien, Tschechien und Ungarn erscheinen. Dies ist abhängig von der jeweils in diesen Sprachen gebuchten Werbefläche. Das Magazin liegt in allen IC- und EC-Zügen der ÖBB aus.
Daneben erscheinen die Sonderauflagen „maxGuides“ (sechsmal jährlich) und „VIP-Business-Ausgabe“ (zweimal jährlich).

## Geschichte
Das Magazin wurde im Herbst 2003 unter dem Titel „Club & Bonus Magazin“ zum ersten Mal veröffentlicht und sollte ursprünglich allen Vielfahrern der ÖBB, die eine ÖBB Vorteilscard besitzen, kostenlos zugestellt werden. Herausgeber und Medieninhaber war die VorteilsClub Austria Kundenbindungssysteme AG. Seit März 2007 erscheint das Magazin neu unter dem Titel BAHNmax.